# Adbreviatio de gestis Langobardorum
Die Adbreviatio de gestis Langobardorum, auch Historia (Kurze Geschichte der Langobarden), ist eine Weltchronik aus der Feder des Andreas Bergomas (Andrea da Bergamo). Das von ihm selbst als „hystoriola“ bezeichnete Werk – ähnlich wie dies Paulus Diaconus tat, dessen Werk er fortsetzt – reicht bis zum Jahr 877 und entstand vor 900.
Im älteren Teil, den beiden ersten von 19 Abschnitten, schöpft der Autor aus der Historia Langobardorum des besagten Paulus Diaconus, dessen Darstellung bis zum Jahr 744 reicht. Andrea setzt dieses Werk bis 876 fort. Dabei gilt das Werk erst ab Mitte des 9. Jahrhunderts als zuverlässig. In St. Gallen erhielt der Text eine Ergänzung über weitere Ereignisse im Jahr 877, genauer bis in die Zeit unmittelbar nach dem Tod Karls des Kahlen (6. Oktober 877).

## Überlegungen zum Autor
Über den Verfasser ist nur wenig bekannt. Er entstammte wohl einerseits dem Klerus der Stadt Bergamo, nennt sich selbst einen dort tätigen presbyter, da diese Stadt in seinem Werk eine besondere Rolle spielte – explizit lässt sich diese Herkunft jedoch nicht belegen. Andreas wurde mit einem der Presbyter in Bergamo identifiziert, der namentlich in zwei Pergamenten im Archivio Capitolare di Bergamo mit dem Presbyterzusatz erscheint. Zum anderen begleitete er im August 875, wie er selbst schildert, den Leichnam Kaiser Ludwigs II. von Brescia nach Mailand.
Luigi Andrea Berto weist darauf hin, dass Andrea da Bergamo sich am umfassendsten mit der Expedition des Kaisers nach Süditalien befasst habe. Auch er kommt zu dem Schluss, Andrea habe einen großen Teil seines Lebens im Gebiet von Bergamo verbracht; auch schließt er aus, dass er sich am Hof Kaiser Ludwigs aufgehalten habe. Jedoch habe er wohl Kontakt zum Hof Ansberts, des Erzbischofs von Mailand gehabt.
Als erster berichtete Giammaria Mazzuchelli, Autor eines sechsbändigen, alphabetisch geordneten Repertoriums der italienischen Verfasser, von Dokumenten im Archiv der Kathedrale von Bergamo. Darauf hätte ihn „il chiarissimo Sig. D. Piero Antonio Serassi“ aufmerksam gemacht, wie Gabriella La Placa herausfand. Auch diese beiden Dokumente ließen sich identifizieren. La Placa erkannte, dass das von Mario Lupo im Jahr 1784 edierte Pergament, das den Tausch von Besitztümern zwischen dem Bischof von Bergamo, Garibaldo, mit Sighefro di Castegnate, ausgestellt in Bonate am 1. Dezember 870, rechtlich absicherte, eines der beiden von Serassi erwähnten Dokumente war. Mit diesem Garibaldo begleitete Andrea presbiter den Kaiser auf seinem letzten Weg. Daraus folgerte schon Mario Lupo, dass es sich um dieselbe Person handelte.
Das zweite Dokument, in dem Andrea erwähnt wird, edierte Lupo ebenfalls in seinem Codex diplomaticus. Darin werden Besitztümer der Bergamasker Kirche durch denselben Bischof in Prekarie an einen gewissen Leone und seinen Sohn, einen Kleriker, überlassen. Diese Urkunde stammt vom Mai 881. Wieder erscheint die Unterschrift eines Andrea presbiter. Die Historikerin Gabriella La Placa warnt allerdings vor einer voreiligen Gleichsetzung der Unterzeichnenden, denn die Hände seien dafür zu unterschiedlich. Dies sei umso bedenklicher, als der Index der Edition für die Zeit zwischen 740 und 950 allein 83 Individuen mit der Namensform „Andrea“ oder „Andreas“ aufweise. So bleibt die Herkunft aus Bergamo letztlich nicht mit wünschenswerter Sicherheit nachweisbar.
Einen Hinweis auf das ungefähre Geburtsjahr Andreas’ könnte die ungemein präzise Angabe über den Zeitpunkt und den Verlauf der Sonnenfinsternis bieten, die sich kurz vor dem Tod Kaiser Ludwigs I. am Mittwoch, den 5. Mai 840, in der 9. Stunde ereignet hatte, und die in Oberitalien sichtbar war. Da der Autor, der das Ereignis genau beschreibt, zu dieser Zeit wohl erwachsen gewesen sein mag, könnte er zwischen 810 und 820 zur Welt gekommen sein. Andererseits könnte diese Schilderung von einem Älteren stammen, zumal Andrea gelegentlich Namen und Ereignisse durcheinanderbringt. So glaubt er, Leo III. habe Karl den Großen um Hilfe gegen die Langobarden ersucht, während es jedoch Papst Hadrian war, der den Franken einlud, und Stephan II. über die Alpen reiste, um dessen Vater aufzusuchen. La Placa sieht das Geburtsjahr des Andreas eher zwischen 830 und 840, sein Todesjahr vor 897. In einer entsprechenden Urkunde aus diesem Jahr tauche kein Andreas (mehr) auf.
Offenbar standen Andrea wesentliche Quellen, wie etwa der Liber pontificalis, nicht zur Verfügung. So räumt er über die beiden letzten Langobardenkönige ein, nur von sehr alten Männern Zeugnis zu haben. Immer wieder kommt es zu Verwechslungen. So nennt er Sophia, die Frau Kaiser Justins II., als Ehefrau seines Vorgängers Justinian, dessen Ehefrau aber Theodora war.
Zur Eroberung des Langobardenreichs durch Karl den Großen schreibt er bedauernd, wenn nicht vorwurfsvoll ob seiner Undankbarkeit, Karl habe „oblitus tantorum benignitatis quod ei Desiderius rex tribuit“. Er habe also die Wohltaten, die ihm König Desiderius erwiesen habe, vergessen. Andererseits erkannte er an, dass die Franken von Gott selbst unterstützt worden seien.
Wohl nicht zufällig lässt Andreas das Ende König Alboins aus, genauer gesagt, die Rache der Gepidin Rosemunda, die mit Alboins Waffenträger und Milchbruder Helmichis ein Komplott schmiedete. Alboin hatte sie nach Paulus Diaconus (2, 28–30), der diesen Vorgang ausführlich schildert, gezwungen, aus dem Schädel ihres Vaters, zum Trinkgefäß umgearbeitet, zu trinken. Nach dem Tod Alboins flohen die beiden ins oströmische Ravenna und nahmen dort ein tragisches Ende. Seine Auswahl, die er aus der Historia Langobardorum trifft, begründet er nicht näher, schreibt aber: „Multa quidem eius historiole continent, sed pauca in hac adbreviationem conscribam.“ Er habe also von dem Vielen, das Paulus biete, nur wenig in seine Adbreviatio übernommen.
Den langobardischen Widerstand nach 774 hält er keineswegs für Verrat, die Krönung Karls zum Kaiser im Jahr 800 berichtet er gar nicht. Auch zeigt er eine gewisse Nähe zu Bernhard, den Sohn Pippins und Enkel Karls. Möglicherweise beschreibt er damit eine verbreitete Hoffnung, Bernhard werde die Loslösung vom Frankenreich durchsetzen und Italien vereinen, wie Carlo Guido Mor vermutete. Auf der anderen Seite zeichnet Andrea von Ludwig dem Frommen ein durchaus positives Bild: „imperator multae sapientiae, consilio  prudens, misericors et pacis amator“.
Eine weitere Haltung lässt sich bei Andreas ausmachen. So nennt er beim Feldzug gegen die Sarazenen diese nur „pagani“ (Heiden), während bei ihm die Männer Kaiser Ludwigs II. „christiani“ genannt werden. Während erstere für die Zerstörung vor allem von Kirchen und Klöstern verantwortlich gemacht werden, sind letztere Getreue Gottes. Die anmaßenden Heiden werden demzufolge bestraft. Niederlage und Tod des Kaisers erfolgen erst in Benevent, dessen Handeln Andreas rechtfertigt. Mit dem Tod des Kaisers, an dessen Beerdigung er selbst teilnimmt (875) „magna tribulatio in Italia advenit“.

## Bewertungen
Theo Kölzer glaubte, seine Darstellung sei nur für die Zeit Ludwigs II. von Bedeutung, da er diese als Zeitgenosse schildere. „Provinzielle Enge des Gesichtskreises und der deutl. fühlbare langobard. Standpunkt“ seien die „Kennzeichen seines Werkes“. Seine Darstellung halte weder in formaler noch in sprachlicher Hinsicht einen Vergleich mit der fränkischen Geschichtsschreibung seiner Zeit aus.
Dennoch, so wandte Asia Gentili ein, spiegle sich in Andreas’ Werk die Perspektive der Besiegten, also die der besiegten Langobarden wider. Zum anderen sei das Werk deshalb von großem Interesse, weil sich in den Unterschieden zwischen den zeitlich weit auseinanderliegenden Manuskripten auch die Entwicklung des Lateinischen wie der Volkssprache zu erkennen gebe. So sehe man in der jüngeren Handschrift, die an das Werk des Paulus Diaconus angehängt wurde, zahlreiche Korrekturen des Schreibers der Gesamthandschrift. Außerdem bietet Andreas gegenüber Paulus gelegentlich deutliche Abweichungen. Während Paulus schreibt, die Winniler (Langobarden) seien nach „Golanda“ gegangen, schreibt Andreas von „Gotolanda“. Diese Version liefert keine einzige der über 100 Abschriften von Paulus’ Werk. Nur im Heidelberger Manuskript der Historia Langobardorum des 9. Jahrhunderts, Universitätsbibliothek, 912 erscheint eine ähnliche Form, nämlich „Godolanda“.
Tatsächlich sind Andreas‘ Kenntnisse vom Verlauf der Ereignisse sehr ungenau. So glaubt er, Ludwig habe seinem Sohn Lothar das Königreich Italien übereignet, was jedoch erst 844 geschah, vier Jahre nach Ludwigs Tod. Auch von den jahrelangen Kämpfen zwischen Ludwig und seinen drei Söhnen weiß er offenbar nichts, glaubt, die Söhne hätten sich erst nach 840 zerstritten, also nach dem Tod ihres Vaters. Statt dass die tapferen Krieger die Heiden bekämpften, fielen so viele von ihnen, dass die Aquitanier den Normannen Tribut zahlen mussten. Nach dem Tod Lothars (855) befasst sich Andrea nur noch mit den Vorgängen in Italien.
Das Latein, das Andreas gebraucht, weicht tatsächlich an vielen Stellen von der als richtig bewerteten Grammatik ab. So konstatierte Pitkäranta „das Fehlen eines einheitlichen und logischen Kasusgebrauchs“, auf die Syntax wird oftmals kaum Rücksicht genommen. Zuweilen tauchen sowohl korrekte als auch nicht korrekte Formen auf, was sich teils mit dem Mailänder Dialekt erklären lassen könnte.

## Frühe Zuweisungen
Johann Burckhardt Mencke, der das Werk 1728 als Erster edierte, gibt an, er verdanke den Hinweis auf die Handschrift und deren Transkription einem jungen, hochgebildeten, nur unter dem Pseudonym Hermannus Philomusos überlieferten Autor (dessen Identität sich nie aufdecken ließ). Dieser junge Wissenschaftler übersah zwar, dass das Manuskript unvollständig war, merkte aber an, dass das Werk wegen des plötzlichen Todes des Verfassers mitten im Satz abbreche. Mencke glaubte, das Werk stamme von Andrea Agnello Ravennate, dem Verfasser des Liber pontificalis ecclesiae Ravennatis.
An dieser Autorschaft zweifelte jedoch bald Lodovico Antonio Muratori, der als Erster einen Bergamasker hinter dem Werk vermutete. Pertz wiederum, ohne Kenntnis dieser Einschätzung, kam 1839 zum gleichen Ergebnis. Waitz seinerseits führte diese Schlussfolgerung auf Pertz zurück, ebenfalls ohne Kenntnis der Vorarbeit Muratoris.

## Handschriften

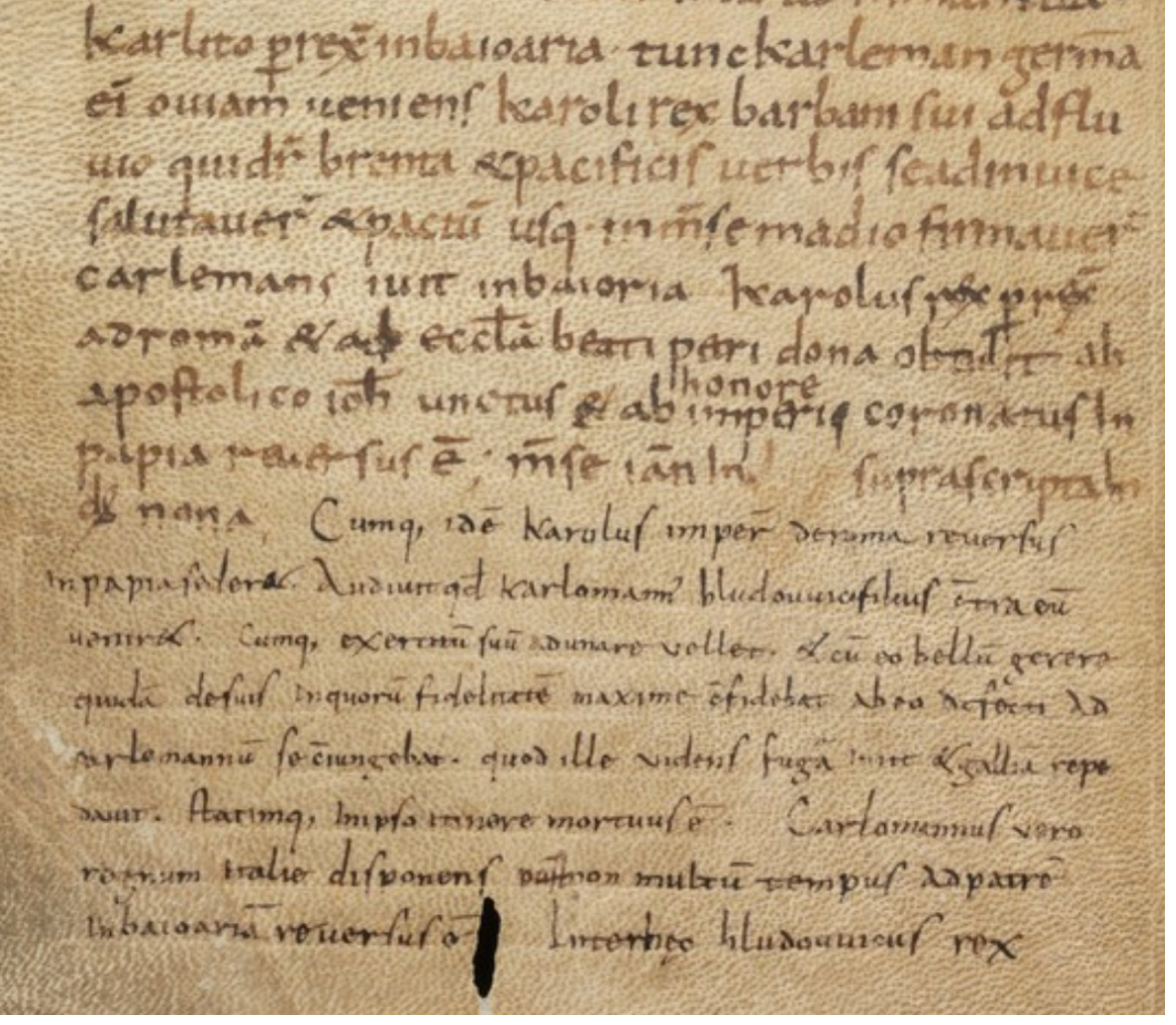
Abbildung der f. 86v, der letzten Seite, des in St. Gallens Kantonsbibliothek liegenden Manuskripts der Adbreviatio de gestis Langobardorum

Die Adbreviatio ist in zwei Handschriften überliefert, die beide in St. Gallen liegen. Das ältere der beiden Manuskripte befindet sich in der Kantonsbibliothek (Vadianische Sammlung, VadSlg Ms. 317, f. 78r-86v saec. ix ex.). Es ist allerdings am Beginn unvollständig. Außerdem bricht die Handschrift mit dem unvollständigen Satz „Inter haec Hludovicus rex“ ab. Insgesamt lassen sich fünf Hände erkennen, eine von ihnen hat Textkorrekturen vorgenommen. So wird angenommen, dass es sich nicht um ein Autograph Andreas’ handelt, wie lange vermutet, sondern, dass Andreas die Texte sukzessive niederschreiben ließ und nur gelegentlich selbst korrigierend eingriff. Wann die Handschrift nach St. Gallen kam, ist unbekannt.
Die zweite Handschrift stammt aus dem späten 13. Jahrhundert und liegt in der Stiftsbibliothek (620, p. 255-272 saec. xii). Sie bietet den ansonsten fehlenden Anfang des Geschichtswerks, bricht aber die Darstellung der Ereignisse etwas früher ab (in dem Moment, in dem Engelberga, die Kaiserwitwe, Karl und Ludwig nach Italien ruft). Außerdem hat der Schreiber eine Reihe von Veränderungen vorgenommen, die auch für die Sprachgeschichte von Bedeutung sind.

## Editionen
- Johann Burckhardt Mencke: Scriptores rerum Germanicarum praecipue Saxonicarum, Bd. 1, Leipzig 1728, S. 89–102 (Editio princeps). (Digitalisat, Website der Universität Jena)
- Lodovico Antonio Muratori: Antiquitates Italicae Medii Aevi, 6 Bde., Bd. 1, Mailand 1738, S. 41–52 (Nachdruck der editio princeps). (Digitalisat)
- Georg Heinrich Pertz: Monumenta germaniae historica inde ab anno Christi quingentesimo usque ad annum millesimum et quingentesimum, Bd. 3, Hannover 1839, S. 231–238 (nach dem Vadianischen Manuskript, daher unvollständig). (Digitalisat)
- Ludwig Konrad Bethmann: Die Geschichtschreibung der Langobarden, in: Archiv der Gesellschaft für ältere deutsche Geschichtskunde 10 (1851) 335-414, hier: S. 367–370 (Erstedition des Anfangs der Handschrift der Stiftsbibliothek). (Digitalisat)
- Georg Waitz: Scriptores rerum Langobardicarum et Italicarum saec. VI–IX, Bd. 1, Hannover 1878, S. 221–230 (MGH). (Digitalisat)
- Luigi Andrea Berto: Testi storici e poetici dell’Italia carolingia (Medioevo europeo, 3), Padua 2002, S. 22–65 (kritische Edition, mit italienischer Übersetzung).
- Luigi Andrea Berto: Italian Carolingian Historical and Poetic Texts, Pisa 2016, 66–96 (nach Edition Pertz, daher unvollständig). (Edition des Textes)